# ラングドン・ジョーンズ
ラングドン・ジョーンズ（Langdon Jones、1942年 - ）はイギリスのSF作家、編集者。

## 経歴
ケント州に生まれ、ウェスト・ロンドンのイーリングで育つ。グラマースクール卒業後、ギルドホール音楽院でピアノと作曲を学び、近衛騎兵隊の楽士を3年半務める。1964年に、当時ニューウェーブ運動を展開していた『ニュー・ワールズ』誌に投稿した短編小説「Stormwater Tunnel」が、編集長のマイケル・ムアコックに認められ、その後も小説、評論を発表するとともに、5年間副編集長を任される。
1969年にはアンソロジー『新しいSF』を編集し、アンガス・ウィルソンによって『オブザーバー』紙で年間ベスト3に選ばれた。1971年にはムアコックとともにジェリー・コーネリアスもののアンソロジー『The Nature of Catastrophe』を編纂。 マーヴィン・ピークのファンタジー小説『ゴーメンガースト』三部作の『タイタス・アローン』の完全版を、草稿を元に出版した。
作品について、自身の短篇集『レンズの眼』の序文では、「大部分に共通した主要素は、（略）時間の性質の追求ではないかと思われる」と述べ、また今後の文学について「スペキュレイティブ・フィクションと呼ばれている作家たちの間から統一ある運動が沸きおこり、新たなる一般文学、形式と内容の進化が並立した文学がめざすことが望まれる」と述べている。
写真家、オランウータン研究者、時計学者としても活動する。

## 作品リスト

### 短編小説
- Stormwater Tunnel 1964年
- I remember 1964年
- The Empathy Machine 1965年
- The Leveller 1965年
- 「音楽創造者」The Music Maker 1965年
- Transient 1965年
- 「大時計」The Great Clock 1966年
- 「レンズの眼」The Eye of the Lens 1968年
- 「フィリップス"忘れられた巨匠"シリーズ 交響曲第六番ハ短調『悲劇的』ルードヴィッヒ・ヴァン・ベートーヴェン二世」Philips, "Forgotten Masters" Series Symphony No.6 in C Minor The Tragic by Ludwig van Beethoven II 1968年（Biographical Note on Ludwig van Beethoven IIから改題）
- 「時間機械」The Time Machine 1968年
- Flower Gathering & Transplant 1969年
- 「歓びの園」The Garden of Delights 1969年
- The End of the Cycle 1969年

### 短編集
- 『レンズの眼』The Eye of the Lens 1972年（増田まもる訳、サンリオSF文庫 1980年）

### 編著
- 『新しいSF』The New S.F. 1969年（野口幸夫訳、サンリオSF文庫 1979年）

### 評論
- A Reverie of Bone 1967年
- John Cogels' 'Silens'  1969年
- The 77th Earl 1969年